# Medal Zamorski
Medal Zamorski lub Medal Służby Zamorskiej (fr. Médaille d'Outre-Mer) – francuskie wojskowe odznaczenie o charakterze pamiątkowym, ustanowione 6 czerwca 1962, powstałe z przemianowania dotychczasowego Medalu Kolonialnego.
Odznczenie to nadawane jest żołnierzom lub marynarzom za udział w misjach zagranicznych i kampaniach wojskowych, które są oznaczane poprzez dodatkowe okucie w kształcie metalowej listwy (belki) mocowanej na wstążce z napisem:
- TCHAD (ust.1979: operacje od 15 marca 1969 do 30 września 2014),
- LIBAN (ust. 1979: działania od 22 marca 1978),
- ZAIRE (ust. 1979: działania od 13 maja 1978 do 1 lipca 1990),
- MAURITANIE (ust. 1979: działania od 1 listopada 1977 do 1 lipca 1990),
- ORMUZ (ust. 1987: operacje od 30 lipca 1987 do 1 lipca 1990),
- MOYEN–ORIENT (ust. 1990: operacje Salamandre, Artimon, Busiris, Daguet, Méteil, Phère, Libage, Ramure, Merrain, Monuik, Aconit et Alysse z 2 sierpnia 1990 i Chammal z 8 sierpnia 2014),
- SOMALIE (ust. 1993: działania od 7 grudnia 1992 do 1 maja 1994),
- CAMBODGE (ust. 1993: działania od 12 listopada 1991 do 1 maja 1994),
- RWANDA (ust. 1995: działania od 22 czerwca 1994 do 30 września 1994),
- RÉPUBLIQUE CENTRAFRICAINE (ust. 1999: działania od 1 września 1979 do 1 lipca 1981, od 18 maja 1996 do 20 lutego 1997, od 20 czerwca 1997 do 15 kwietnia 1998 i 3 grudnia 2002),
- RÉPUBLIQUE DU CONGO (ust. 2000: działania od 6 czerwca 1997 do 20 czerwca 1997, 13 października 1997 do 6 listopada 1997, 11 sierpnia 1998 do 22 października 1998 oraz 21 stycznia 1999 do 22 czerwca 2000),
- RÉPUBLIQUE DE CÔTE D'IVOIRE (ust. 2003: Operacja Licorne pomiędzy 19 września 2002 i 31 grudnia 2014 i Operacja Calao z 04 kwietnia 2004),
- RÉPUBLIQUE DÉMOCRATIQUE DU CONGO (ust. 2003: działania od 2 czerwca 2003 do 26 września 2003 19 i od 7 czerwca 2006),
- SAHEL (ust. 2013: działania od 11 stycznia 2013).

Sam medal bez okucia może być przyznany żołnierzom lub marynarzom, którzy przez co najmniej 6 lat służyli nienagannie w następujących krajach lub francuskich terytoriach zamorskich: Gujana, Francuskie Terytoria Południowe i Antarktyczne, Benin, Burkina Faso, Burundi, Kamerun, Komory, Kongo, Wybrzeże Kości Słoniowej, Dżibuti, Gabon, Gwinea Bissau, Gwinea Równikowa, Mali, Madagaskar, Mauretania, Majotta, Niger, Republika Środkowoafrykańska, Rwanda, Senegal, Czad, Togo, Zair. W przypadku podoficerów muszą mieć oni dodatkowo mieć przesłużone 10 lat, a oficerowie 15 lat.